# Luciano Drubi
Luciano Miranda Drubi (23 de noviembre de 1966) es un jinete brasileño que compitió en la modalidad de concurso completo. Ganó dos medallas en los Juegos Panamericanos, oro en 1995 y plata en 1999.

## Palmarés internacional
| Juegos Panamericanos | Juegos Panamericanos      | Juegos Panamericanos | Juegos Panamericanos |
| Año                  | Lugar                     | Medalla              | Categoría            |
| -------------------- | ------------------------- | -------------------- | -------------------- |
| 1995                 | Mar del Plata (Argentina) | Medalla de oro       | Por equipos          |
| 1999                 | Winnipeg (Canadá)         | Medalla de plata     | Por equipos          |